# Tragschichtbinder
Hydraulische Tragschichtbinder (oft kurz nur Tragschichtbinder) sind Fertigprodukte, die für die Behandlung von Tragschichten, unteren Tragschichten, Deckschichten und Erdbauarbeiten im Straßen-, Eisenbahn- und Flughafenbau sowie für andere Arten von Infrastruktur geliefert werden. Sie erhärten, mit Wasser angemacht, sowohl an der Luft als auch unter Wasser und bleiben auch unter Wasser fest.

## Einteilung und Eigenschaften
Hydraulische Tragschichtbinder werden nach ihrer Druckfestigkeit (bestimmt nach EN 196-1) in schnell erhärtende (EN 13282-1, nach 7 und 28 Tagen) und normal erhärtende (EN 13282-2, nach 56 Tagen) eingeteilt.
EN 13282-1 und EN 13282-2 legen mechanische, andere physikalische und chemische Anforderungen im Detail fest.
| Festigkeitsklasse | Druckfestigkeit (MPa) nach 7 Tagen | Druckfestigkeit (MPa) nach 28 Tagen |
| ----------------- | ---------------------------------- | ----------------------------------- |
| E2                | ≥ 5,0                              | ≥ 12,5; ≤ 32,5                      |
| E3                | ≥ 10,0                             | ≥ 22,5; ≤ 42,5                      |
| E4                | ≥ 16,0                             | ≥ 32,5; ≤ 52,5                      |
| E4-RS             | ≥ 16,0                             | ≥ 32,5                              |

| Festigkeitsklasse | Druckfestigkeit (MPa) nach 56 Tagen |
| ----------------- | ----------------------------------- |
| N1                | ≥ 2,5; ≤ 22,5                       |
| N2                | ≥ 12,5; ≤ 32,5                      |
| N3                | ≥ 22,5; ≤ 42,5                      |
| N4                | ≥ 32,5; ≤ 52,5                      |

## Zusammensetzung
Die Hauptbestandteile von hydraulischen Tragschichtbindern können sein:
- Portlandzementklinker
- Hüttensand
- natürliche Puzzolane oder natürlich getemperte Puzzolane
- kieselsäurereiche Flugasche oder kalkreiche Flugasche
- gebrannter Schiefer
- Kalkstein
- gelöschte Weißkalke und natürliche hydraulische Kalke nach EN 459-1